# Khūzestān
La provincia del Khūzestān (talvolta anche Khuzistan; in persiano: خوزستان) è una delle trentuno province dell'Iran, probabile sede di insediamenti stabili a partire dall'inizio del X millennio a.C.

## Geografia
Si affaccia a sud sul Golfo Persico, è delimitata a nord dalle pendici della catena dello Zagros, e confina a ovest con l'Iraq, dal quale è separato dal fiume Arvand rud.

## Storia
Dal 1938 comprende la provincia dell'Arabistan, nome che in parte viene ancora utilizzato per indicare l'intera regione. Nella provincia è presente un movimento separatista arabo, attivo dai tempi dell'annesione all'Iran.
Zona ricca di petrolio, è stata teatro di alcuni tra i più cruenti scontri della guerra tra Iran e Iraq (1980-1988), specie presso la città di Khorramshahr.
Anticamente era chiamata Elam, dall'eponimo biblico, capostipite degli antichi Elamiti, oppure "Susiana", ovvero territorio della città di Susa.

## Geografia antropica

### Suddivisioni amministrative
La regione è suddivisa in 26 shahrestān:
- Shahrestān di Abadan
- Shahrestān di Aghajari
- Shahrestān di Ahvaz
- Shahrestān di Andika
- Shahrestān di Andimeshk
- Shahrestān di Baghmalek
- Shahrestān di Bavi
- Shahrestān di Behbahan
- Shahrestān di Dasht-e-Azadegan
- Shahrestān di Dezful
- Shahrestān di Gotvand
- Shahrestān di Haftgel
- Shahrestān di Handijan
- Shahrestān di Hoveyzeh
- Shahrestān di Izeh
- Shahrestān di Karun
- Shahrestān di Khorramshahr
- Shahrestān di Lali
- Shahrestān di Mahshahr
- Shahrestān di Masjed Soleyman
- Shahrestān di Omidiyeh
- Shahrestān di Ramhormoz
- Shahrestān di Ramshir
- Shahrestān di Shadegan
- Shahrestān di Shush
- Shahrestān di Shushtar